# Zond 3
Zond 3 là một chiếc tàu thăm dò không gian năm 1965 đã thực hiện một chuyến bay qua nửa không nhìn thấy được của Mặt Trăng, chụp một số bức ảnh chất lượng tại thời điểm đó. Nó là một thành viên của chương trình Zond của Liên Xô trong khi cũng là một phần của dự án Mars 3MV. Nó không liên quan đến tàu vũ trụ Zond được thiết kế cho các nhiệm vụ vòng quanh có người lái (Soyuz 7K-L1). Người ta tin rằng Zond 3 ban đầu được thiết kế như một tàu vũ trụ đồng hành với Zond 2 sẽ được phóng lên sao Hỏa trong thời gian ra mắt năm 1964. Cơ hội để phóng tàu lên đã bị bỏ lỡ, và phi thuyền được phóng lên một quỹ đạo đi qua sao Hỏa như một tàu vũ trụ thử nghiệm, mặc dù tàu không còn có thể bay tới sao Hỏa được nữa.

## Thiết kế tàu vũ trụ
Tàu vũ trụ thuộc loại 3MV-4, tương tự như Zond 2. Ngoài hệ thống chụp ảnh f/8 có chiều dài tiêu cự 106,4 mm để chụp ảnh ánh sáng khả kiến và phổ tia cực tím ở 285-355 nanomet, nó mang tia cực tím (190-275 nanomet) và quang phổ hồng ngoại (3-4 micromet), cảm biến bức xạ (khí- bộ đếm phóng điện và phát quang), máy dò hạt tích điện, từ kế và thiết bị phát hiện vi thiên thạch. Nó cũng có một động cơ ion thử nghiệm.

## Lịch sử hoạt động
Zond 3 được phóng từ sân bay vũ trụ Baikonur vào ngày 18 tháng 7 năm 1965, lúc 14:38 UTC, và được triển khai từ một quỹ đạo Trái Đất Tyazhely Sputnik (65-056B) hướng về Mặt Trăng và không gian liên hành tinh. Đây là một lặp lại của một nhiệm vụ thất bại vào cuối năm 1963 nhằm kiểm tra truyền thông ở khoảng cách tương đương với khoảng cách giữa sao Hỏa và Trái Đất.